# Cabildo abierto

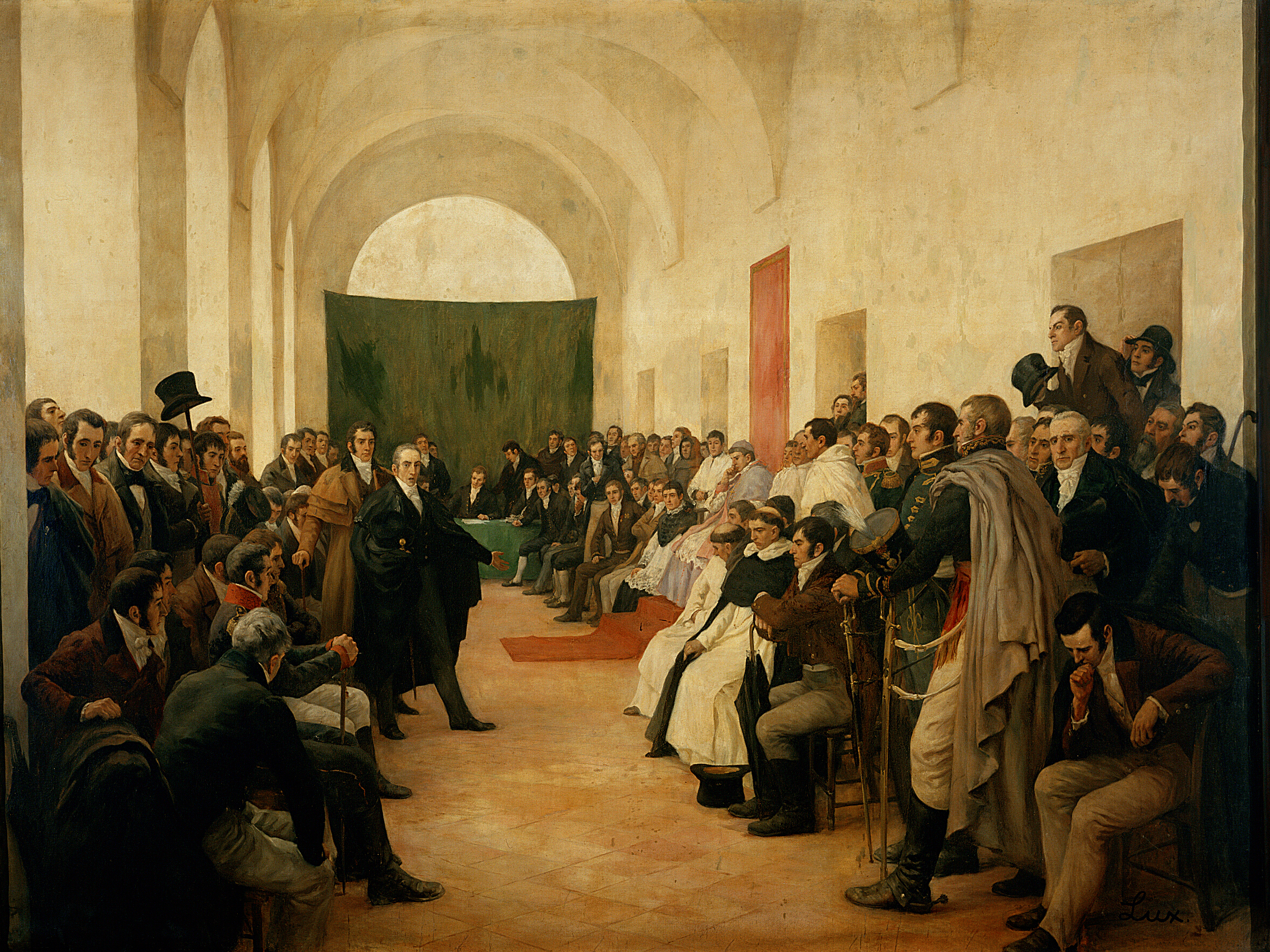
«Cabildo abierto del 22 de mayo de 1810», cuadro de Pedro Subercaseaux, que representa el inicio de la Revolución de Mayo en Argentina.

El cabildo abierto es una modalidad extraordinaria de reunión de los vecinos de las ciudades americanas virreinales en caso de emergencias o desastres. Usualmente, las ciudades estaban gobernadas por cabildos,  instituciones de tipo municipal integradas por funcionarios designados por las autoridades virreinales, pero en casos de emergencia, el cabildo podía convocar a «cabildos abiertos» integrados por los vecinos.
En el inicio de las Guerras de Independencia Hispanoamericana los cabildos abiertos jugaron un papel decisivo, actuando como órganos de participación popular con capacidad para destituir a las autoridades y establecer gobiernos autónomos. Modernamente, algunos países hispanoamericanos denominan «cabildos abiertos» a las asambleas populares convocadas por los gobiernos municipales con el fin de tratar y decidir asuntos de importancia pública local.

## Cabildos abiertos tradicionales
Durante la  colonia era de uso común en Hispanoamérica el cabildo abierto, práctica consistente en la reunión de los vecinos de una ciudad en casos de emergencia y que se organizaban de forma similar a los concejos surgidos en la  Edad Media en distintos reinos ibéricos. Usualmente eran convocados por el cabildo, invitando solo a los vecinos que consideraba más importantes ("la parte más sana y principal"), excluyendo por regla general a los criollos pobres, indígenas, mujeres, esclavos y mestizos y demás población
La reunión solía celebrarse en el recinto del cabildo o en alguna iglesia. Los cabildos abiertos atribuían a la parte representativa de la ciudad el derecho a deliberar sobre cuestiones que por su naturaleza requerían una solución extraordinaria. Las personas convocadas eran designadas por el cabildo invitarte sin intervención del pueblo y constituían la aristocracia local. Con todo, la circunstancia de llamarlas para deliberar con el cabildo ordinario daba a estas asambleas un carácter más  democrático.
Durante los primeros siglos de la dominación española los cabildos abiertos no tuvieron demasiada importancia política y fueron convocados con fines diversos, entre ellos:
- Acordar donativos.

- Adoptar medidas contra los indios.

- Contratar los servicios de un médico.

- Escuchar la lectura de una cédula real.

En los años iniciales de la Conquista de América abundaron los cabildos abiertos, pero esta manifestación de soberanía popular se hizo cada vez menos frecuente, en la medida que las corporaciones se burocratizaron y pasaron a ser controladas de manera monopólica por la aristocracia española y criolla.

## Cabildos abiertos revolucionarios
La vieja tradición de los cabildos abiertos volvió a ser recuperada en 1810, con motivo del arresto en Francia, por parte de Napoleón, del monarca español Fernando VII, tuvo lugar el nombramiento de juntas de gobierno para gobernar en ausencia del monarca, desencadenando de esta manera el proceso de independencia.

## Historia

### Venezuela colonial
El Jueves Santo del 19 de abril de 1810 se reúne un Cabildo extraordinario como respuesta inmediata a la disolución de la Junta Suprema de España y la renuncia del Rey Fernando VII. Surgió un movimiento popular en la ciudad de Caracas el Jueves Santo del 19 de abril de 1810, iniciando con ello la lucha por la independencia de Venezuela. El movimiento se originó por el rechazo de los caraqueños al nuevo gobernador Vicente Emparan, quien había sido nombrado por la Junta Suprema de España, disuelta en ese entonces por orden judicial.
El Jueves Santo del 19 de abril, mientras el capitán general Vicente Emparan se dirigía a misa, un grupo perteneciente a la aristocracia y burguesía criolla (hijos de españoles pero nacidos en América), miembros del Cabildo de Caracas, desconocen entonces al Capitán General de Venezuela. Él no estuvo de acuerdo con esto, y  desde la ventana del ayuntamiento le preguntó al pueblo que se había reunido en la plaza mayor (hoy Plaza Bolívar) si quería que él siguiera mandando, el presbítero José Cortés de Madariaga, le hizo señas a la multitud para que contestaran que "NO". Emparan dijo que entonces él tampoco quería el mando, renunció y se fue a España. Se firma también el Acta del 19 de abril de 1810, se aduce que actuaban en nombre de Fernando VII, rey depuesto de España, y en desobediencia a José I.
Se establece entonces una Junta de Gobierno que toma las siguientes iniciativas: establecer juntas similares en las provincias de Cumaná, Margarita, Barinas, Barcelona, Trujillo y Mérida; además de liberar el comercio exterior, prohibir el comercio de esclavos negros, crear la Sociedad Patriótica (para fomentar la agricultura y la industria), así como la Academia de Matemáticas. Se envían delegaciones diplomáticas a los países que podían apoyar la insurrección: Inglaterra, Estados Unidos y Nueva Granada. Tres provincias permanecen leales al gobierno establecido en España: Maracaibo, Coro y Guayana.
Este desconocimiento a la autoridad del Capitán General de Venezuela es un paso al 5 de julio de 1811, con la firma del Acta de la Declaración de Independencia de Venezuela, en la que Venezuela declara formalmente su independencia.

### Venezuela moderna
En 2019 Juan Guaidó, el recién nombrado presidente de la Asamblea Nacional de Venezuela, comenzó las mociones para formar un gobierno de transición poco después de asumir su nuevo cargo en el parlamento el 5 de enero de 2019; afirmando que aunque Nicolás Maduro comenzase su nuevo mandato el día 10 sí o no, el país no tendría un presidente legítimamente elegido. En nombre de la Asamblea Nacional, declaró que el país había caído en una dictadura de facto y no tenía líder, declarando que la nación se encontraba en estado de emergencia. Fue en esta declaración que llamó por primera vez a «esa enorme mayoría de soldados y oficiales que portan con honor su uniforme y no se han dejado corromper (…) para que den un paso al frente (…) se debe desconocer lo que no fue producto del voto popular».
Luego anunció que mantendría un cabildo abierto el 11 de enero. Esto se organizó como un mitin en las calles de Caracas, donde la Asamblea Nacional anunció que Guaidó asumiría las competencias del artículo 233 de la Constitución de Venezuela, y también anunció planes para destituir al presidente Maduro.